# José Cantillana
José Miguel Cantillana Galea (* 14. Oktober 1966 in Iquique) ist ein ehemaliger chilenischer Fußballspieler und -trainer. Der Innenverteidiger bestritt zwei Länderspiele für die Nationalmannschaft.

## Karriere

### Verein
José Cantillana, auch Tigre genannt, spielte in seiner aktiven Profizeit nur für zwei Vereine. Er begann 1984 bei Deportes Iquique, für den er 1994 und 1995 noch einmal auflief. 1990 wechselte der Abwehrspieler zum CD Cobresal, für den er vier Jahre auf dem Feld stand und zu dem er 1996 noch einmal zurückkehrte. Beim Klub aus der Minenstadt El Salvador beendete er 1996 auch seine Karriere.

### Nationalmannschaft
Das Debüt in der Nationalmannschaft gab José Cantillana im Februar 1989 der Copa Centenario de Armenia gegen Peru. Nur wenige Tage später bestritt der Offensivakteur sein letztes Länderspiel wieder bei der Copa Centenario de Armenia gegen Kolumbien.

### Trainer
Nach seiner aktiven Zeit absolvierte Cantillana 2005 beim INAF den Trainerschein. Doch schon seit 1997 war der frühere Nationalspieler als Co-Trainer tätig gewesen. Er hatte bei Deportes Iquique begonnen und als Assistent von Gerardo Pelusso, Manuel Rodríguez und Jorge Garcés gearbeitet. 1999 hatte Cantillana Iquique verlassen und war Garcés bei seinen Stationen gefolgt. 2001 war Cantillana Co-Trainer bei der Meisterschaft der Santiago Wanderers und Co-Trainer der A-Nationalmannschaft gewesen.
2007 übernahm Cantillana beim CD Cobresal seinen ersten Cheftrainerposten. 2010 wechselte er zu seinem weiteren Klub als Spieler, Deportes Iquique. Mit Iquique gelang ihm der 2010 Aufstieg als Meister der Primera B und der Sieg in der Copa Chile. Kurze Zeit später wurde er nach der Niederlage gegen CD Santiago Morning in der Apertura 2011 entlassen. Bis 2015 trainierte der frühere Verteidiger noch Unión Temuco, den CD O’Higgins, erneut Cobresal und Deportes Antofagasta. Im Mai 2022 kehrte Cantillana nach sieben Jahren in den Trainerjob zurück und übernahm wieder Deportes Iquique in der Primera B. Nach fünf Monaten wurde er wegen Erfolglosigkeit entlassen.

## Erfolge
Deportes Iquique
- Meister der Primera B: 2010
- Chilenischer Pokalsieger: 2010